# Todireni
Todireni is een Roemeense gemeente in het district Botoșani.
Todireni telt 3655 inwoners.